# مشيمة منزاحة
المشيمة المُنزاحَة(1) هي حالةٌ تحدثُ عندما تتصل المشيمة داخل الرحم في موضعٍ غير طبيعي بالقرب من فتحة عنق الرحم أو فوقها. تحدثُ عددٌ من الأعراض وتتضمن نزفًا مهبليًا في النصف الثاني من الحمل. يكون لون النزيف أحمرًا فاتحًا وعادةً لا يرافقه حدوث ألم. قد تحدث مضاعفاتٌ وتشمل التصاق المشيمة، أو انخفاضٌ خطيرٌ في ضغط الدم، أو نزفٌ تالٍ للولادة. أما بالنسبة للطفل، فقد تحدث مضاعفاتٌ تتضمن تقييد نمو الجنين.
يُوجد عددٌ من عوامل الخطر لحدوث المشيمة المنزاحة، وتتضمن الحمل في سنٍ كبير، والتدخين، وإجراء ولادة قيصرية سابقًا، وتحريض المخاض، وإنهاء الحمل. يكون التشخيص عبر التصوير بالأمواج فوق الصوتية. تُصنيف المشيمة المنزاحة ضمن مضاعفات الحمل.
بالنسبة للحوامل اللواتي تقلُ أعمار حملهن عن 36 أسبوعًا ويعانين من نزفٍ بكميةٍ صغيرةٍ فقط، فإنهُ يُوصى بالراحة في الفراش [الإنجليزية] وتجنب الاتصال الجنسي. أما بالنسبة لمن أعمار حملهن تتجاوز 36 أسبوعًا أو عند وجود نزيفٍ بكميةٍ كبيرة، فإنهُ يُوصى عمومًا بإجراء عمليةٍ قيصريةٍ. في الحالات التي تقل أعمار حملهن عن 36 أسبوعًا، فإنهُ يُمكن استعمال الكورتيكوستيرويدات لتسريع نمو رئة الطفل. الحالات التي تحدث في بداية الحمل قد تُشفى من تلقاء نفسها.
تحدث المشيمة المنزاحة في حوالي 0.5% من حالات الحمل. إذا أُجريت أربعةُ عملياتٍ قيصرية، فإنها تؤثر على 10% من حالات الحمل. زادت مُعدلات المرض في أواخر القرن العشرين وأوائل القرن الحادي والعشرين. وُصفت الحالة لأول مرة في عام 1685 بواسطة بول بورتل.

## الأعراض والعلامات
عادةً ما تبدأ الأعراض عندَ النساء المُصابات بالمشيمة المنزاحة بنزيفٍ مهبليٍ أحمرٍ فاتح غيرُ مؤلمٍ. يحدث هذا عادةً بعد حوالي 32 أسبوعًا من الحمل، ولكن قد يحدث مبكرًا حتى أواخر الثلث الأوسط من الحمل. أكثر من نصف النساء المصابات بالمشيمة المنزاحة (51.6)% لديهن نزف ما قبل الولادة. غالبًا ما يبدأ هذا النزيف خفيفًا وقد يزداد مع زيادة مساحة الانفصال المشيمي. يجب الشك في وجود المشيمة المنزاحة إذا كان هناك نزيفٌ بعد 24 أسبوعًا من الحمل. يحدث نزيفٌ تالٍ للولادة في حوالي 22% من الحالات.
قد تأتي النساء أيضًا في حالة قصور نزول رأس الجنين.

## الأسباب
لا يزالُ السبب الدقيق لحدوث المشيمة المنزاحة مجهولًا. يُفترض بأنها قد تكون مرتبطةً بالتوعية الدموية غير الطبيعية في بطانة الرحم، والتي تحدث بسبب تندبٍ أو ضمور من صدمةٍ سابقة، أو جراحة، أو عدوى. قد تقلل هذه العوامل من النمو التمايزي للجزء السفلي، مما يؤدي إلى تغيرٍ أقل في الوضع المشيمي مع تقدم الحمل.

### عوامل الخطر
| عامل الخطر                                | نسبة الأرجحية |
| ----------------------------------------- | ------------- |
| عمر الأم ≥ 40 (مقارنةً مع < 20)            | 9.1           |
| الأدوية المحظورة                          | 2.8           |
| ≥ 1 ولادة قيصرية سابقة                    | 2.7           |
| تعدد الولادات ≥ 5 (مقارنةً مع عدم الولادة) | 2.3           |
| تعدد الولادات 2–4 (مقارنةً مع عدم الولادة) | 1.9           |
| إجهاض سابق                                | 1.9           |
| التدخين                                   | 1.6           |
| تشوهات خلقية                              | 1.7           |
| جنين ذكر (مقارنةً مع جنين أنثى)            | 1.1           |
| ارتفاع ضغط الدم الحملي                    | 0.4           |

تشملُ عوامل خطر حدوث المشيمة المنزاحة ما يلي:
- حدوث المشيمة المنزاحة سابقًا (معدل تكرار الحدوث 4-8%)،[12] أو الولادة قيصريًا،[13] أو استئصال ورم ليفي رحمي،[9] أو تضرر بطانة الرحم بسبب التوسيع والكحت.[12]
- النساء اللائي تقلُ أعمارهن عن 20 عامًا معرضاتٍ لخطرٍ أكبر، والنساء اللائي أكبر من 35 عامًا يتعرضن لخطرٍ متزايدٍ مع تقدمهن في العمر.
- كان شرب الكحولُ أثناء الحمل مدرجًا سابقًا ضمن عومل الخطر، ولكن لم تعد تُدرج مؤخرًا.[14]
- النساء اللائي حملن سابقًا (تعددية الحمل)، وخاصةً الحمل لمراتٍ كثيرةٍ في فتراتٍ متقاربةٍ جدًا، هُن أكثر عرضةً لخطر الإصابة بتضرر الرحم.[9]
- التدخين أثناء الحمل،[15] وتعاطي الكوكايين أثناء الحمل.[16][17]
- النساء ذوات المشيمة الكبيرة بسبب التوائم أو بسبب كثرة الأرومات الحُمر هُن أكثر عرضةٍ للخطر.
- يُعتبر العِرق عامل خطرٍ مثيرًا للجدل، حيث وجدت بعض الدراسات أن الأشخاص من آسيا وأفريقيا معرضون لخطرٍ أكبر، ولكن البعض الآخر لا يجد فرقًا.
- علم أمراض المشيمية (إدراج الحبل الخيطي، الفصوص الإضافية، ثنائي القسم أي المشيمة ذات الفصين وغيرها).[12]
- وجود الطفل في وضعٍ [الإنجليزية] غير مُعتاد: المجيء المِقعَدي (الأرداف أولاً) أو المُستعرض (الاستلقاء أفقيًا عبر الرحم).

تُعتبر المشيمة المُنزاحة بحد ذاتها عامل خطرٍ لحدوث المشيمة الملتصقة.

### التصنيف
عادةً تُستخدم 4 مراحل من المشيمة المنزاحة، ولكن أصبح من الشائع الآن التمييز بين الحالات الكبرى (major) والصغرى (minor).
| النوع          | الوصف                                                                                           |
| -------------- | ----------------------------------------------------------------------------------------------- |
| الصغرى (minor) | تكون المشيمة في الجزء السفلي من الرحم، ولكن الطرف السفلي لها لا يُغطي الفوهة الداخلية لعنق الرحم |
| الكبرى (major) | تكون المشيمة في الجزء السفلي من الرحم، ولكن الطرف السفلي لها يُغطي الفوهة الداخلية لعنق الرحم    |

يمكن أيضًا تصنيف المشيمة المنزاحة على أنها:
- كلي: عندما تغطي المشيمة عنق الرحم بالكامل
- جزئي: عندما تغطي المشيمة عنق الرحم جزئيًا
- هامشي: عندما تنتهي المشيمة بالقرب من طرف عنق الرحم، حوالي 2 سم من الفوهة الداخلية لعنق الرحم

## التشخيص
قد يُساعد أخذ التاريخ المرضي في الكشف عن نزيفِ ما قبل الولادة، أما في فحص البطن فعادةً ما يكون الرحم لينًا ومرتخيًا وغيرُ مؤلمٍ عند اللمس. قد تكشفُ مناورات ليوبولد عن وجود الجنين في وضعٍ مائلٍ أو مقعدي أو مستلقٍ نتيجة للموضع غير الطبيعي للمشيمة. يحدث سوء المجيء الجنيني في حوالي 35% من الحالات. يتم تجنب إجراء الفحص المهبلي في الحالات المعروفة بحدوث المشيمة المنزاحة.

### التشخيص التأكيدي
يُمكن تأكيد تشخيص المشيمة المنزاحة باستعمال الموجات فوق الصوتية. تمتلك الموجات فوق الصوتية عبر المهبل دقةً فائقةً بالمقارنة مع الموجات فوق الصوتية عبر البطن، لذلك تسمح بقياس المسافة بين المشيمة وفوهة عنق الرحم. هذا الأمر جعل التصنيف التقليدي للمشيمة المنزاحة قديمًا وأصبح غير مستعملٍ.
قد تكون النتائج إيجابية كاذبة للأسباب التالية:
- امتلاء المثانة بإفراط يضغط الجزء السفلي من الرحم.
- انقباض عضلة الرحم يُحاكي الأنسجة المشيمية في موقعٍ منخفض بشكلٍ شاذ
- انخفاض موقع الحمل المبكر، والذي قد يكون طبيعيًا تمامًا في الأثلوث الثالث بسبب النمو التفريقي للرحم.

في مثل هذه الحالات يُجرى المسح (التصوير) المتكرر بعد فاصل زمني من 15-30 دقيقة.
في بعض مناطق العالم حيث لا تتوفر الموجات فوق الصوتية، فإنه من غير الشائع تأكيد التشخيص بإجراء فحص في الغرفة الجراحية، ويُعتبر التوقيت المناسب للفحص في الغرفة أمرًا هامًا. إذا كانت الحامل لا تنزف بشدةٍ، فيمكن التعامل معها دون إجراءٍ جراحيٍ حتى الأسبوع السادس والثلاثين، وعند هذا الوقت تكون فرصة بقاء الطفل حيًا جيدةً كما هو الحال في الطفل تام المدة.

## التعامل مع الحالة
يجب القيام بتقييمٍ أوليٍ لتحديد حالة الأم والجنين. على الرغم من أنَّ الأمهات كُنَّ سابقًا يُعالجن في المستشفى من أولٍ نزيف حتى الولادة، إلا أنه الآن أصبح من الآمن علاجُ المشيمة المنزاحة في العيادات الخارجية إذا كان عمر الحمل أقل من 30 أسبوعًا، ولم تُكن الأم أو الجنين في ضائقة. قد يُجرى توليدٌ مُباشرٌ للجنين إذا كان ناضجًا، أو كان الجنين أو الأم في ضائقة. قد يكون ضروريًا تعويض حجم الدم المفقود (للحفاظ على ضغط الدم) وتعويض بلازما الدم (للحفاظ على مستويات الفيبرينوجين).
تُستعمل الكورتيكوستيرويدات في عمر الحمل بين 24 إلى 34 أسبوعًا؛ وذلك نظرًا لارتفاع خطر حدوث ولادةٍ مُبكرة.

### الولادة
تُحدد طريقة الولادة المُناسبة اعتمادًا على الحالة السريرية للأم والجنين ونتائج الموجات فوق الصوتية. يكون التوليد عبر المهبل ممكنًا في الحالات الطفيفة (سابقًا، المرحلة I وII). تُوصي الكلية الملكية لأطباء النساء والتوليد (RCOG) بأنَّ المشيمة يجب أن تكون بعيدةً عن الفوهة الداخلية لعنق الرحم بمقدار 2 سم على الأقل، وذلك لإجراء محاولةٍ للتوليد عبر المهبل. عند محاولة إجراء الولادة عبر المهبل، يجب أن يتواجد أخصائي توليد وأطباء تخدير في غرفة الولادة. في حالات الضائقة الجنينية والحالات الرئيسية (سابقًا، المرحلة III وIV)، فإنهُ تُجرى عملية قيصرية. يُمنع إجراء الولادة القيصرية في حالات التخثر المنتشر داخل الأوعية. قد يحتاج طبيب التوليد إلى تقسيم المشيمة أمامية الموضع. في مثل هذه الحالات، يُتوقع فقدان كمياتٍ كبيرةٍ من الدم، وبالتالي يجب أن يكون الدم ومنتجاته جاهزةً دائمًا. قد تكون هناك حاجةٌ لاستئصال الرحم في حالات نادرةٍ.

## المضاعفات

### في الأم
- نزف قبل الولادة
- سوء المجيء (التوليد) الجنيني
- تكون المشيمة بشكلٍ غير طبيعي
- نزيف بعد الولادة
- تزيدُ المشيمة المنزاحة من خطر حدوث حمى النفاس والنزف بعد الولادة؛ وذلك لأنَّ الجزء السفلي الذي تتعلق عليه المشيمة ينقبضُ أقل من الجيد بعد الولادة.

### في الجنين
- تحدد النمو داخل الرحم (تحدث في 15%)[12]
- نقص التأكسج
- ولادة قبل الأوان (ولادة الخديج)
- الوفاة

## الانتشار
حسب علم الوبائيات، فإنَّ المشيمة المنزاحة تحدث في حوالي واحدةٍ من كل 200 ولادةٍ عالميًا. اقُترح أنَّ معدلات حدوث المشيمة المنزاحة تتزايد بسبب زيادة معدل الولادة القيصرية. يحدث تباينٌ في مُعدلات حدوث المشيمة المنزاحة، وقد يُعزى إلى وجود اختلافٍ عرقي واختلافٍ في النظام الغذائي.

### أفريقيا
تعد معدلاتُ انتشار المشيمة المنزاحة في جنوب الصحراء الكبرى هي الأدنى في العالم، حيث يبلغ معدلها 2.7 لكل 1000 حالة حمل. على الرغم من انخفاض معدل الانتشار، إلا أنَّ هذا المرض كان له تأثيرٌ كبيرٌ في أفريقيا حيث يرتبط بآثارٍ سلبيةٍ على الأم والرضيع. يُعتبر فقدان الدم الشديد قبل أو بعد الولادة الأثر الأكثر شيوعًا على الأمهات المُصابات بالمشيمة المنزاحة، وهو سببٌ رئيسيٌ لوفيات الأمهات والرضع في بلدانٍ مثل تنزانيا. توجد عوامل خطرٍ للمشيمة المنزاحة بين النساء الأفريقيات وتتضمن حالات الحمل السابقة وشرب الكحول قبل الولادة وعدم توافر الرعاية الكافية لأمراض النساء. في شمال إفريقيا، تحدث المشيمة المنزاحة بمعدل 6.4 لكل 1000 حالة حمل.

### آسيا
يمتلكُ بر الصين الرئيسي أعلى معدل انتشارٍ للمشيمة المنزاحة في العالم، حيث تحدث بمعدل 12.2 لكل 1000 حالة حمل. تحديدًا، من الشائع حدوث المشيمة المنزاحة في جنوب شرق آسيا، ولكن لم يُبحث سبب هذا الأمر. تُوجد العديد من عوامل الخطر لحدوث المشيمة المنزاحة في النساء الآسيويات، وتتضمن حالات الحمل التي تحدث في النساء اللائي تتراوح أعمارهن بين 35 عامًا وما فوق (عمر متقدم) أو في النساء اللائي خضعن لعمليةٍ قيصريةٍ سابقة، وكنَّ قد حملنَّ أكثر من مرة، وحصل لديهن إجهاض تلقائي أو إجهاض في السابق. بالمقارنة مع الدول الآسيوية الأخرى، تُعد المشيمة المنزاحة أكثر شيوعًا في اليابان (13.9 لكل 1000) وكوريا (15 لكل 1000). تقل معدلات حدوث المشيمة المنزاحة في الشرق الأوسط، فمثلًا في السعودية (7.3 لكل 1000).

### أستراليا
تُعتبر أستراليا القارة الثانية في أعلى معدلات حدوث المشيمة المنزاحة، حيث تحدث في حوالي 9.5 من كل 1000 حالة حمل. قام الباحثون المهتمون بهذه المعدلات بإجراء اختباراتٍ للخصوصية والحساسية في فحص عيوب الجنين. استُنتج في النهاية، بأنَّ حد العتبة الذي يُحدد المشيمة المنزاحة (استنادًا إلى قرب المشيمة من عنق الرحم) يجب تقليله لتحسين دقة التشخيصات وتجنب النتائج الإيجابية الخاطئة.

### أوروبا
في أوروبا، تحدث المشيمة المنزاحة في حوالي 3.6 لكل 1000 حالة حمل.

### أمريكا اللاتينية
في أمريكا اللاتينية، تحدث المشيمة المنزاحة في حوالي 5.1 لكل 1000 حالة حمل.

### أمريكا الشمالية
تحدث المشيمة المنزاحة في أمريكا الشمالية بمعدل 2.9 لكل 1000 حالة حمل. تُشير الاختلافات العرقية أنَّ النساء البيض أكثرُ عرضةً لحدوث المشيمة المنزاحة من النساء السُود. أيضًاـ وُجدت العديد من حالات المشيمة المنزاحة في النساء القاطنات في المناطق ذات الدخل المنخفض والتي ترتبط بقلة الرعاية أثناء مرحلة الحمل. وفقًا للديمغرافية الاجتماعية والاقتصادية في أمريكا الشمالية، يُرجح أن تأتي النساء السُود من المناطق ذات الدخل المنخفض، وبالتالي تكون أكثرُ عرضةً لحدوث المشيمة المنزاحة.
في نوفا سكوشا، يبلغُ معدل الوفيات بين الأطفال المولودين لأمٍ حامل تُعاني من المشيمة المنزاحة حوالي 3-4 أضعاف مُعدل الحمل الطبيعي. تُسهم عدة عوامل في حدوث هذا، وتتضمنك طول الفترة الزمنية التي يقضيها الجنين في الرحم وعمر الأم. يتعرض الأطفال الرُضع الذين ينجون لحدوث العيوب الخلقية، ومشاكل في التنفس، وتشوهات في الدم أكثر من غيرهم.
تُشير الأبحاث إلى أنَّ نسبة حدوث المشيمة المنزاحة في الولايات المتحدة تزداد نتيجة لزيادة معدل الولادات القيصرية.

## الهوامش
- «1»: المَشِيْمَة المُنْزَاحَة (بالإنجليزية: Placenta praevia)‏،‏[ِ 1][ِ 2][ِ 3] وتُسمى أيضًا: المشيمة المنزاحة نحو أسفل الرحم[ِ 4]، المشيمة المُتقدمة[ِ 5]، سُخْد مُتقدم.[ِ 5]

### باللغة الإنجليزية
1. 1 2 3  Palacios-Jaraquemada، JM (أبريل 2013). "Caesarean section in cases of placenta praevia and accreta". Best Practice & Research. Clinical Obstetrics & Gynaecology. ج. 27 ع. 2: 221–32. DOI:10.1016/j.bpobgyn.2012.10.003. PMID:23127895.
2. 1 2 3 4  Allahdin، S؛ Voigt، S؛ Htwe، TT (2011). "Management of placenta praevia and accreta". Journal of Obstetrics and Gynaecology. ج. 31 ع. 1: 1–6. DOI:10.3109/01443615.2010.532248. PMID:21280984.
3. 1 2 3 4 5 6 7 8 9 10 11 12 13 14 15 16 17  "Placenta Previa – Gynecology and Obstetrics – Merck Manuals Professional Edition". Merck Manuals Professional Edition (بCanadian English). Oct 2017. Archived from the original on 2019-08-18. Retrieved 2017-12-09.
4. 1 2 3  Fan، D؛ Xia، Q؛ Liu، L؛ Wu، S؛ Tian، G؛ Wang، W؛ Wu، S؛ Guo، X؛ Liu، Z (2017). "The Incidence of Postpartum Hemorrhage in Pregnant Women with Placenta Previa: A Systematic Review and Meta-Analysis". PLOS One. ج. 12 ع. 1: e0170194. DOI:10.1371/journal.pone.0170194. PMC:5249070. PMID:28107460.{{استشهاد بدورية محكمة}}:  صيانة الاستشهاد: دوي مجاني غير معلم (link)
5. 1 2 3 4 5 6 7 8 9 10  Cresswell، JA؛ Ronsmans، C؛ Calvert، C؛ Filippi، V (يونيو 2013). "Prevalence of placenta praevia by world region: a systematic review and meta-analysis". Tropical Medicine & International Health : TM & IH. ج. 18 ع. 6: 712–24. DOI:10.1111/tmi.12100. PMID:23551357.
6. ↑  Baskett, Thomas F.; Calder, Andrew A.; Arulkumaran, Sabaratnam (2014). Munro Kerr's Operative Obstetrics E-Book (بالإنجليزية). Elsevier Health Sciences. p. 178. ISBN:978-0-7020-5248-4. Archived from the original on 2020-02-28.
7. ↑  Callander، Kevin P. Hanretty; illustrated by Ian Ramsden, Robin (2004). Obstetrics illustrated (ط. 6th ed., Reprinted.). Edinburgh [etc.]: Churchill Livingstone. ص. 187. ISBN:978-0-443-07267-3.{{استشهاد بكتاب}}:  صيانة الاستشهاد: أسماء متعددة: قائمة المؤلفين (link)
8. ↑  Fan، Dazhi؛ Wu، Song؛ Liu، Li؛ Xia، Qing؛ Wang، Wen؛ Guo، Xiaoling؛ Liu، Zhengping (9 يناير 2017). "Prevalence of antepartum hemorrhage in women with placenta previa: a systematic review and meta-analysis". Scientific Reports. ج. 7: 40320. DOI:10.1038/srep40320. PMC:5220286. PMID:28067303.
9. 1 2 3  Brinsden، Judith Collier, Murray Longmore, Mark (2006). Oxford handbook of clinical specialties (ط. 7th). Oxford: Oxford University Press. ص. 1970. ISBN:978-0-19-853085-5.{{استشهاد بكتاب}}:  صيانة الاستشهاد: أسماء متعددة: قائمة المؤلفين (link)
10. ↑  Dashe، JS؛ McIntire, DD؛ Ramus, RM؛ Santos-Ramos, R؛ Twickler, DM (مايو 2002). "Persistence of placenta previa according to gestational age at ultrasound detection". Obstetrics and Gynecology. ج. 99 ع. 5 Pt 1: 692–7. DOI:10.1016/s0029-7844(02)01935-x. PMID:11978274.
11. ↑  Jr، [edited by] E. Albert Reece, John C. Hobbins; foreword by Norm F. Gant (2006). Clinical obstetrics : the fetus and mother (ط. 3). Malden, MA: Blackwell Pub. ص. 1050. ISBN:978-1-4051-3216-9. {{استشهاد بكتاب}}: |الأول= باسم عام (مساعدة)صيانة الاستشهاد: أسماء متعددة: قائمة المؤلفين (link)
12. 1 2 3 4  Kendrick، Chantal Simon, Hazel Everitt, Tony (2005). Oxford handbook of general practice (ط. 2nd). Oxford: Oxford University Press. ص. 793. ISBN:978-0-19-856581-9.{{استشهاد بكتاب}}:  صيانة الاستشهاد: أسماء متعددة: قائمة المؤلفين (link)
13. ↑  Weerasekera، D. S. (2000). "Placenta previa and scarred uterus — an obstetrician's dilemma". Journal of Obstetrics & Gynaecology. ج. 20 ع. 5: 484–5. DOI:10.1080/014436100434659. PMID:15512632.
14. ↑  Aliyu، MH؛ Lynch, O؛ Nana, PN؛ Alio, AP؛ Wilson, RE؛ Marty, PJ؛ Zoorob, R؛ Salihu, HM (يوليو 2011). "Alcohol consumption during pregnancy and risk of placental abruption and placenta previa". Maternal and Child Health Journal. ج. 15 ع. 5: 670–6. DOI:10.1007/s10995-010-0615-6. PMID:20437196.
15. 1 2 3  Arulkumaran، edited by Richard Warren, Sabaratnam (2009). Best practice in labour and delivery (ط. 1st ed., 3rd printing.). Cambridge: Cambridge University Press. ص. 142–146. ISBN:978-0-521-72068-7. مؤرشف من الأصل في 2022-05-04. {{استشهاد بكتاب}}: |الأول= باسم عام (مساعدة)صيانة الاستشهاد: أسماء متعددة: قائمة المؤلفين (link)
16. ↑  Handler، A؛ Kistin, N؛ Davis, F؛ Ferré, C (15 أبريل 1991). "Cocaine use during pregnancy: perinatal outcomes". American Journal of Epidemiology. ج. 133 ع. 8: 818–25. DOI:10.1093/oxfordjournals.aje.a115961. PMID:2021149.
17. ↑  Kistin، N؛ Handler, A؛ Davis, F؛ Ferre, C (يوليو 1996). "Cocaine and cigarettes: a comparison of risks". Paediatric and Perinatal Epidemiology. ج. 10 ع. 3: 269–78. DOI:10.1111/j.1365-3016.1996.tb00050.x. PMID:8822770.
18. ↑  "Placenta Praevia, Placenta Praevia Accreta and Vasa Praevia: Diagnosis and Management (Green-top Guideline No. 27)" [en-US] (بالإنجليزية الأمريكية). Archived from the original on 2020-01-26. Retrieved 2020-02-28.
19. ↑  Cotton، DB؛ Read, JA؛ Paul, RH؛ Quilligan, EJ (15 يوليو 1980). "The conservative aggressive management of placenta previa". American Journal of Obstetrics and Gynecology. ج. 137 ع. 6: 687–95. DOI:10.1016/s0002-9378(15)33242-7. PMID:7395932.
20. ↑  Bhide، Amar؛ Thilaganathan، Basky (2004). "Recent advances in the management of placenta previa". Current Opinion in Obstetrics and Gynecology. ج. 16 ع. 6: 447–51. DOI:10.1097/00001703-200412000-00002. PMID:15534438.
21. ↑  Oppenheimer، LW؛ Farine, D؛ Ritchie, JW؛ Lewinsky, RM؛ Telford, J؛ Fairbanks, LA (أكتوبر 1991). "What is a low-lying placenta?". American Journal of Obstetrics and Gynecology. ج. 165 ع. 4 Pt 1: 1036–8. DOI:10.1016/0002-9378(91)90465-4. PMID:1951509.
22. ↑  Neale، E. J.؛ Rogers, M. S. (1 يوليو 1989). "Vaginal ultrasound for ruling out placenta previa. Case report". BJOG: An International Journal of Obstetrics and Gynaecology. ج. 96 ع. 7: 881. DOI:10.1111/j.1471-0528.1989.tb03334.x.
23. ↑  Smith، RS؛ Lauria, MR؛ Comstock, CH؛ Treadwell, MC؛ Kirk, JS؛ Lee, W؛ Bottoms, SF (يناير 1997). "Transvaginal ultrasonography for all placentas that appear to be low-lying or over the internal cervical os". Ultrasound in Obstetrics & Gynecology. ج. 9 ع. 1: 22–4. DOI:10.1046/j.1469-0705.1997.09010022.x. PMID:9060125.
24. ↑  Farine، D؛ Fox, HE؛ Jakobson, S؛ Timor-Tritsch, IE (سبتمبر 1988). "Vaginal ultrasound for diagnosis of placenta previa". American Journal of Obstetrics and Gynecology. ج. 159 ع. 3: 566–9. DOI:10.1016/s0002-9378(88)80009-7. PMID:3048096.
25. ↑  Sutton، David (2003). Textbook of radiology and imaging (ط. 7th). Edinburgh: Churchill Livingstone. ص. 1064. ISBN:978-0-443-07109-6.
26. ↑  "Placenta Previa, Placenta Previa Accreta and Vasa Previa: Diagnosis and Management". RCOG Guidelines — Green-top 27. مؤرشف من الأصل في 2020-09-08. اطلع عليه بتاريخ 2013-01-15.[وصلة مكسورة]
27. ↑  Kayem، G؛ Davy, C؛ Goffinet, F؛ Thomas, C؛ Clément, D؛ Cabrol, D (سبتمبر 2004). "Conservative versus extirpative management in cases of placenta accreta". Obstetrics and Gynecology. ج. 104 ع. 3: 531–6. DOI:10.1097/01.AOG.0000136086.78099.0f. PMID:15339764.
28. ↑  Miller، DA؛ Chollet, JA؛ Goodwin, TM (يوليو 1997). "Clinical risk factors for placenta previa-placenta accreta". American Journal of Obstetrics and Gynecology. ج. 177 ع. 1: 210–4. DOI:10.1016/s0002-9378(97)70463-0. PMID:9240608.
29. ↑  Senkoro, Elizabeth Eliet; Mwanamsangu, Amasha H.; Chuwa, Fransisca Seraphin; Msuya, Sia Emmanuel; Mnali, Oresta Peter; Brown, Benjamin G.; Mahande, Michael Johnson (2017). "Frequency, Risk Factors, and Adverse Fetomaternal Outcomes of Placenta Previa in Northern Tanzania". Journal of Pregnancy (بالإنجليزية). 2017: 5936309. DOI:10.1155/2017/5936309. ISSN:2090-2727. PMC:5339534. PMID:28321338.{{استشهاد بدورية محكمة}}:  صيانة الاستشهاد: دوي مجاني غير معلم (link)
30. ↑  Olive, E. C.; Roberts, C. L.; Nassar, N.; Algert, C. S. (23 Nov 2006). "Test characteristics of placental location screening by transabdominal ultrasound at 18-20 weeks". Ultrasound in Obstetrics & Gynecology (بالإنجليزية). 28 (7): 944–949. DOI:10.1002/uog.3873. ISSN:0960-7692. PMID:17121427.
31. 1 2  Crane، J (2004). "Neonatal outcomes with placenta previa". Obstetrics & Gynecology. ج. 93 ع. 4: 541–544. DOI:10.1016/s0029-7844(98)00480-3. ISSN:0029-7844.
32. ↑  Goodwin, T. Murphy; Chollet, Janet A.; Miller, David A. (1 Jul 1997). "Clinical risk factors for placenta previa–placenta accreta". American Journal of Obstetrics & Gynecology (بالإنجليزية). 177 (1): 210–214. DOI:10.1016/S0002-9378(97)70463-0. ISSN:1097-6868. PMID:9240608. Archived from the original on 2020-04-14.

### باللغة العربيَّة
1. ↑  يُوسف حِتّي؛ أحمَد شفيق الخَطيب (2008). قامُوس حِتّي الطِبي للجَيب. بيروت، لبنان: مكتبة لبنان ناشرون. ص. 325. ISBN:995310235X. {{استشهاد بكتاب}}: الوسيط |تاريخ الوصول بحاجة لـ |مسار= (مساعدة)
2. ↑  "ترجمة (Placenta praevia) في قاموس تشخيص الأمراض". مكتبة لبنان ناشرون. مؤرشف من الأصل في 2020-02-24. اطلع عليه بتاريخ 2020-02-24.
3. ↑  "ترجمة (Placenta previa)". قاموس المعاني. مؤرشف من الأصل في 2020-02-24. اطلع عليه بتاريخ 2020-02-24.
4. ↑  "ترجمة (Placenta praevia) في معجم مرعشي الطبي الكبير". مكتبة لبنان ناشرون. مؤرشف من الأصل في 2020-02-24. اطلع عليه بتاريخ 2020-02-24.
5. 1 2  "ترجمة (Placenta praevia) في القاموس الطبي". مكتبة لبنان ناشرون. مؤرشف من الأصل في 2020-02-24. اطلع عليه بتاريخ 2020-02-24.